# 1981 Yuming Visual Volume1
『Yuming Visual Volume1』（ユーミン・ヴィジュアル・ヴォリューム1）は、松任谷由実（ユーミン）の1作目のライブビデオ。1982年4月5日に東芝EMIから15,000円にてリリースされた（VHS：TT15-1019HI、Beta：TT15-1019FI）。1985年10月19日に低価格（8,800円）にて再リリース（VHS：TT88-1119HI、Beta：TT88-1119FI）。現在まで1曲を除いてDVD化はされていない。

## 解説
- 1981年9月9日にサンシティ越谷市民ホールで行われた「水の中のASIAへ」ツアーの模様を収録。
- 「REINCARNATION」は14枚目のオリジナルアルバム『REINCARNATION』収録の同名曲とは歌詞が異なる。
- 「REINCARNATION」のみ『日本の恋と、ユーミンと。』初回盤付属のDVD『観るベスト』内に収録される形でDVD化されている。

## 収録曲
1. Opening〜CHINESE SOUP
2. REINCARNATION
3. スラバヤ通りの妹へ
4. まぶしい草野球
5. 守ってあげたい
6. 私のフランソワーズ
7. DESTINY
8. 埠頭を渡る風

作詞・作曲：松任谷由実（#2～#5,#7,#8）、荒井由実（#1,#6）　編曲：新川博

## 参加ミュージシャン
- ドラム：重田真人
- ベース：石井治郎
- ギター：市川祥治
- キーボード：新川博、杉田淳子
- コーラス：鈴木祥子、松木美和子